# Reyes Católicos (metropolitana di Madrid)
Reyes Católicos è una stazione della linea 10 della metropolitana di Madrid. Si trova sotto alla Avenida Reyes Católicos, nel comune di San Sebastián de los Reyes.

## Storia
La stazione fu inaugurata il 26 aprile 2007 come parte del progetto di ampliamento della linea 10 che prende il nome di MetroNorte, volto a dare servizio ai comuni di Alcobendas e San Sebastián de los Reyes.

## Accessi
Vestibolo Reyes Católicos
- Avda. Plaza de Toros Avenida Plaza de Toros, 7
- Ascensor Ascensore) Avenida Plaza de Toros, 7